# Dash de Houston
Maillots
Le Dash de Houston (en anglais Houston Dash) est une franchise de soccer professionnelle américaine basée à Houston au Texas, fondée en 2013. Le Dash participe à la National Women's Soccer League (NWSL) depuis la saison 2014.
Le Dash de Houston appartient au même groupe de propriété que le Dynamo de Houston, composé de Gabriel Brener, Jake Silverstein, Ben Guill, du multiple champion du monde et olympique de boxe Oscar de la Hoya et de la star des Rockets de Houston James Harden.

## Histoire

### Fondation
Le 19 novembre 2013, le Dynamo de Houston, club de MLS, entame des pourparlers dans l'intention d'implanter une franchise de soccer professionnelle féminine à Houston. Le 11 décembre 2013, la National Women's Soccer League accorde au Houston Dynamo et à la ville de Houston une franchise d'expansion.

### Nom, écusson et couleurs
Lors d'une conférence de presse le 12 décembre 2013, le président du Houston Dynamo Chris Canetti annonce que le club s'appellera le Houston Dash et partagera des couleurs similaires avec le Dynamo : orange, noir et bleu ciel. La blason comporte un ballon de football avec les mots Houston Dash avec des lignes bleu ciel à l'arrière-plan. Le nom Dash fait référence à la vitesse de course rapide d'un cheval, qui était un mode de transport historique pour les Texans dans les années 1800.

### Saisons en NWSL

Ancien logo du club jusqu'en 2020.

Le 3 janvier 2014, Randy Waldrum (en) est nommé premier entraîneur du Dash, ayant précédemment entraîné l'équipe féminine de soccer du Fighting Irish de Notre-Dame jusqu'à gagner deux titres nationaux.
Le 29 mai 2017, Randy Waldrum et Houston Dash conviennent de se séparer. L'entraîneur adjoint Omar Morales est nommé entraîneur intérimaire.
Le 27 novembre 2017, la néerlandaise Vera Pauw est embauchée comme nouvel entraîneur. Il quitte le club le 20 septembre 2018.
Le 11 décembre 2018, James Clarkson (en) est nommé nouvel entraîneur du Dash.
Le 26 juillet 2020, le club remporte son premier titre national, la NWSL Challenge Cup 2020, en battant les Red Stars de Chicago en finale sur le score de 2-0.

## Résultats sportifs

### Palmarès
- NWSL Challenge Cup (1)
  - Vainqueur en 2020
- NWSL Community Shield
  - Finaliste en 2020

### Bilan saison par saison
Le tableau suivant récapitule le parcours saison par saison du Dash de Houston en National Women's Soccer League (NWSL).
| Saison | Saison régulière | Saison régulière | Saison régulière | Saison régulière | Saison régulière | Saison régulière | Saison régulière | Position | Playoffs NWSL   | Challenge Cup | Affluence moyenne |
| Saison | M                | V                | N                | D                | BP               | BC               | Pts              | Position | Playoffs NWSL   | Challenge Cup | Affluence moyenne |
| ------ | ---------------- | ---------------- | ---------------- | ---------------- | ---------------- | ---------------- | ---------------- | -------- | --------------- | ------------- | ----------------- |
| 2014   | 24               | 5                | 3                | 16               | 23               | 44               | 18               | 9e/9     | Non qualifié    | —             | 4 650             |
| 2015   | 20               | 6                | 6                | 8                | 21               | 26               | 24               | 5e/9     | Non qualifié    | —             | 6 413             |
| 2016   | 20               | 6                | 4                | 10               | 29               | 29               | 22               | 8e/10    | Non qualifié    | —             | 5 696             |
| 2017   | 24               | 7                | 3                | 14               | 23               | 39               | 24               | 8e/10    | Non qualifié    | —             | 4 578             |
| 2018   | 24               | 9                | 5                | 10               | 35               | 39               | 32               | 6e/9     | Non qualifié    | —             | 3 896             |
| 2019   | 24               | 7                | 5                | 12               | 21               | 36               | 26               | 7e/9     | Non qualifié    | —             | 3 615             |
| 2019   | 24               | 7                | 5                | 12               | 21               | 36               | 26               | 7e/9     | Non qualifié    | —             | 3 615             |
| 2020   | 4                | 3                | 0                | 1                | 12               | 7                | 9                | 2e/9     | —               | Vainqueur     | 0                 |
| 2021   | 24               | 9                | 5                | 10               | 31               | 31               | 32               | 7e/9     | Non qualifié    | —             | ...               |
| 2022   | 22               | 10               | 6                | 6                | 35               | 27               | 36               | 4e/12    | Quart de finale | —             | ...               |

1. ↑  Résultats des NWSL Fall Series 2020.
2. ↑  Saison jouée à huis clos en raison de la pandémie de Covid-19.

## Personnalités du club

### Entraîneurs
- 2014-2017 :  Randy Waldrum (en)
- 2017 :  Omar Morales (intérim)
- 2018 :  Vera Pauw
- Depuis déc. 2018 :  James Clarkson (en)

## Stade

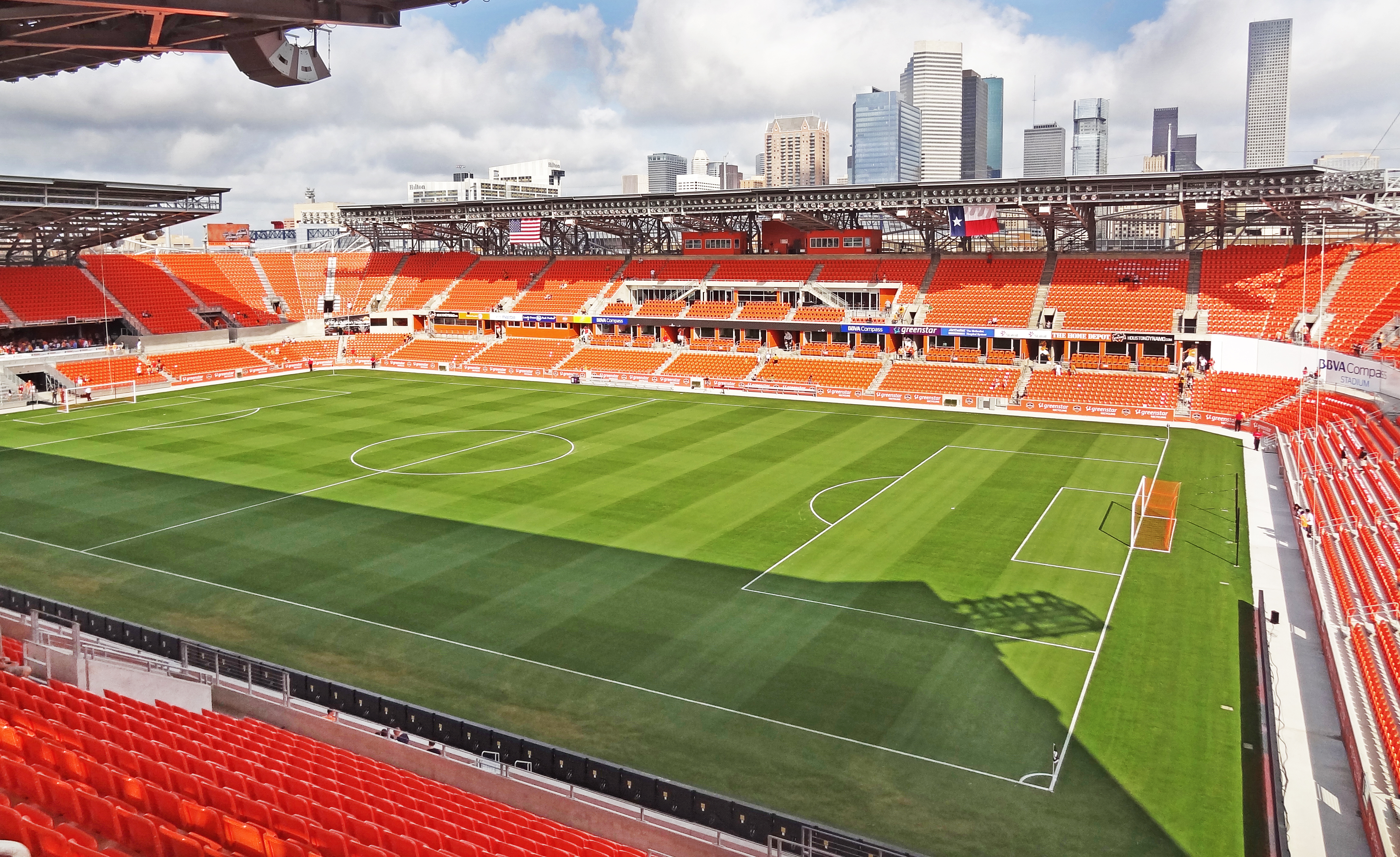
Le BBVA Stadium, stade du Houston Dash et du Dynamo.

Le Dash joue ses matchs au BBVA Stadium, un stade ouvert en mai 2012, d'une capacité de 22 039 places. Pour la saison inaugurale de l'équipe, 7 000 sièges sont disponibles pour les matchs à domicile.